# Гравітаційна задача N тіл
Гравітаці́йна зада́ча N тіл є класичною проблемою небесної механіки і гравітаційної динаміки Ньютона.

## Формулювання
У порожнечі містяться N матеріальних точок, маси яких відомі {mi}. Нехай попарна взаємодія точок підкоряється закону тяжіння Ньютона, і нехай сили гравітації адитивні. Нехай відомі початкові на момент часу t=0 положення і швидкості кожної точки ri|t =0  = ri 0, vi|t =0  = vi0. Потрібно знайти положення точок для всіх наступних моментів часу.

## Математичне формулювання гравітаційної задачіNтіл
Еволюція системи N гравітувальних тіл (матеріальних точок) описується такою системою рівнянь:
| {\displaystyle {\frac {d{\mathbf {r} }_{i}}{dt}}={\mathbf {v} }_{i},} |
| {\displaystyle {\frac {d{\mathbf {v} }_{i}}{dt}}=\sum \limits _{j\neq i}^{N}G\,m_{j}\,{\frac {{\mathbf {r} }_{j}-{\mathbf {r} }_{i}}{\left\|{\mathbf {r} }_{j}-{\mathbf {r} }_{i}\right\|^{3}}},} |

де {\displaystyle m_{i},\,{\mathbf {r} }_{i},\,{\mathbf {v} }_{i}} — маса, радіус-вектор і швидкість i-го тіла відповідно (i змінюється від 1 до N), G — гравітаційна стала. Маси тіл, а також положення і швидкості в початковий момент часу вважаються відомими. Необхідно знайти положення і швидкості всіх частинок у довільний момент часу.

## Аналітичний розв'язок

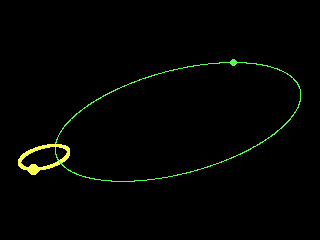
Траєкторії двох тіл різної маси, що перебувають у гравітаційній взаємодії

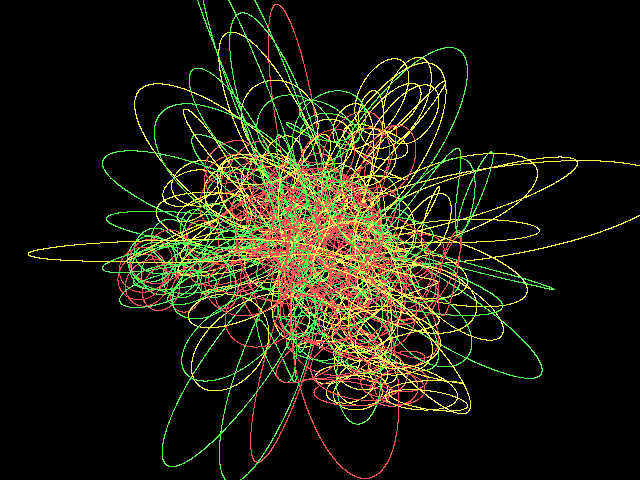
Приблизні траєкторії трьох однакових тіл, які перебували у вершинах нерівнобедреного трикутника і мали нульові початкові швидкості

Випадок відокремленої точки {\displaystyle N=1} не є предметом розгляду гравітаційної динаміки. Поведінку такої точки описує перший закон Ньютона. Гравітаційна взаємодія — це принаймні парний акт.
Розв'язком задачі двох тіл {\displaystyle N=2} є барицентрична орбіта (не плутати з центральною орбітою Кеплера). Відповідно до постановки, розв'язання задачі двох тіл нечутливе до нумерації точок і співвідношення їхніх мас. Орбіта Кеплера виникає граничним переходом {\displaystyle {\frac {m_{1}}{m_{2}}}\rightarrow 0}. При цьому втрачається рівноправність точок: {\displaystyle m_{2}} приймається абсолютно нерухомим центром тяжіння, а перша точка «втрачає» масу, — параметр {\displaystyle m_{1}} випадає з динамічних рівнянь. Система рівнянь вироджується, оскільки кількість рівнянь і параметрів зменшується вдвічі. Тому зворотна асимптотика стає неможливою: із законів Кеплера не випливає закон тяжіння Ньютона (у законах Кеплера маси взагалі не згадуються).
Для задачі трьох тіл 1912 року Карл Зундман отримав загальний аналітичний розв'язок у вигляді рядів. Хоча ці ряди й збігаються для будь-якого моменту часу і за будь-яких початкових умов, але збігаються вони вкрай повільно. Через таку повільну збіжність практичне використання рядів Зундмана неможливе.
Для задачі трьох тіл Генріх Брунс і Анрі Пуанкаре показали, що її загальний розв'язок не можна виразити через алгебричні або через однозначні трансцендентні функції координат і швидкостей. Відомо лише 5 точних розв'язків задачі трьох тіл для особливих початкових швидкостей та координат об'єктів.
На даний момент у загальному вигляді задачу {\displaystyle N} тіл для {\displaystyle N>3} можна розв'язати тільки чисельно.

## Чисельні методи
Із появою комп'ютерної техніки з'явилася реальна можливість вивчати властивості систем гравітувальних тіл, чисельно розв'язуючи системи рівнянь руху. Для цього застосовують, наприклад, метод Рунге — Кутти (четвертого або вищого порядку).
Чисельні методи зіштовхуються з тими ж проблемами, що й аналітичні. Для «прямого» інтегрування кількість обчислень сили для кожного кроку зростає з ростом кількості тіл приблизно як {\displaystyle N^{2}}, що робить практично неможливим моделювання систем, що складаються з десятків чи сотень тисяч тіл. Крім того, за тісних зближень тіл необхідно зменшувати крок інтегрування, але тоді швидко накопичуються похибки. 
Для вирішення цієї проблеми застосовують такі алгоритми (або їх комбінації):
- Схема Ахмада — Коена — пропонує розділити силу, що діє на кожне тіло, на 2 частини — регулярну (від віддалених тіл) й іррегулярну (від близьких тіл — «сусідів»). Відповідно, регулярну силу можна обчислювати зі значно більшим кроком, ніж іррегулярну.
- Алгоритм Барнса — Хата («деревний алгоритм», англ. Treecode) — реалізований Джошуа Барнесом[3].

## Інтеграли руху
Попри позірну простоту формул, розв'язку у вигляді скінчених аналітичних виразів для цієї задачі в загальному вигляді {\displaystyle N\geq 3} не існує. Як показав Генріх Брунс, задача багатьох тіл має тільки 10 незалежних алгебричних інтегралів руху, знайдених у XVIII столітті, яких недостатньо для інтегрування задачі трьох і більше тіл. Свої узагальнення цієї теореми запропонували Пенлеве і Пуанкаре. Пенлеве вдалося відмовитися від вимоги алгебричності залежності від координат, Пуанкаре ж висловив гіпотезу про те, що не існує нового однозначного інтеграла (всі класичні інтеграли, крім інтеграла енергії, є однозначними функціями). Це останнє твердження досі не доведено в настільки загальному формулюванні.
У 1971 році В. М. Алєксєєв так прокоментував відповідний пасаж «Небесної механіки» Пуанкаре:
Неіснування однозначного аналітичного інтеграла в задачі трьох тіл досі не доведено з повною строгістю... Перше акуратне доведення неінтегровності гамільтонової системи досить загального вигляду належить Зігелю. Цікаво відзначити, що неаналітичні інтеграли в розглянутих задачах можливі; їх існування випливає з однієї теореми Колмогорова. Навпаки, у разі, коли кількість змінних більша двох, найімовірніше, неможливий навіть неперервний інтеграл.